# Kanaal Portsmouth-Arundel

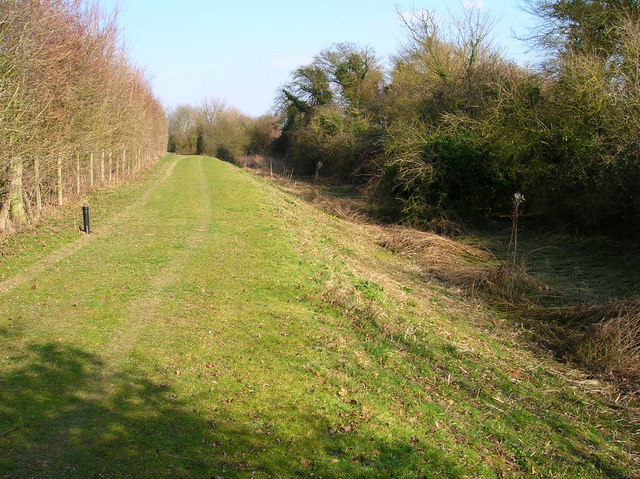
Jaagpad en bedding van het kanaal nabij Woodgate in Sussex

Het kanaal Portsmouth-Arundel was een kanaal in het zuiden van Engeland dat de steden Portsmouth en Arundel met elkaar verbond. Het kanaal werd door de Portsmouth & Arundel Navigation Company aangelegd en in 1823 opengesteld. Het kanaal was nooit een groot succes en in 1885 werd het buiten gebruik genomen. De kanaalmaatschappij werd in 1892 geliquideerd. Het kanaal was onderdeel van een groter plan om een binnenlandse vaarroute van Londen naar Portsmouth mogelijk te maken. Zodoende kon men tussen de twee steden reizen zonder over zee via Het Kanaal te varen, waar vijandelijke schepen konden varen of natuurrampen konden plaatsvinden. 

## Tracé
Het tracé van het kanaal bestaat uit verschillende delen: van west naar oost zijn dit twee delen waar alle schepen konden varen, een op Portsea Island en een van de zeearm Chichester Harbour naar Chichester. Deze werden met elkaar verbonden door een gegraven vaargeul in de ondiepe zeearmen tussen Portsmouth en Chichester. Verder naar het oosten was er een trekvaart tussen Hunston aan het kanaal naar Chichester en Ford aan de rivier Arun. Over de rivier kon men verder varen naar Arundel.

### Portsea Island

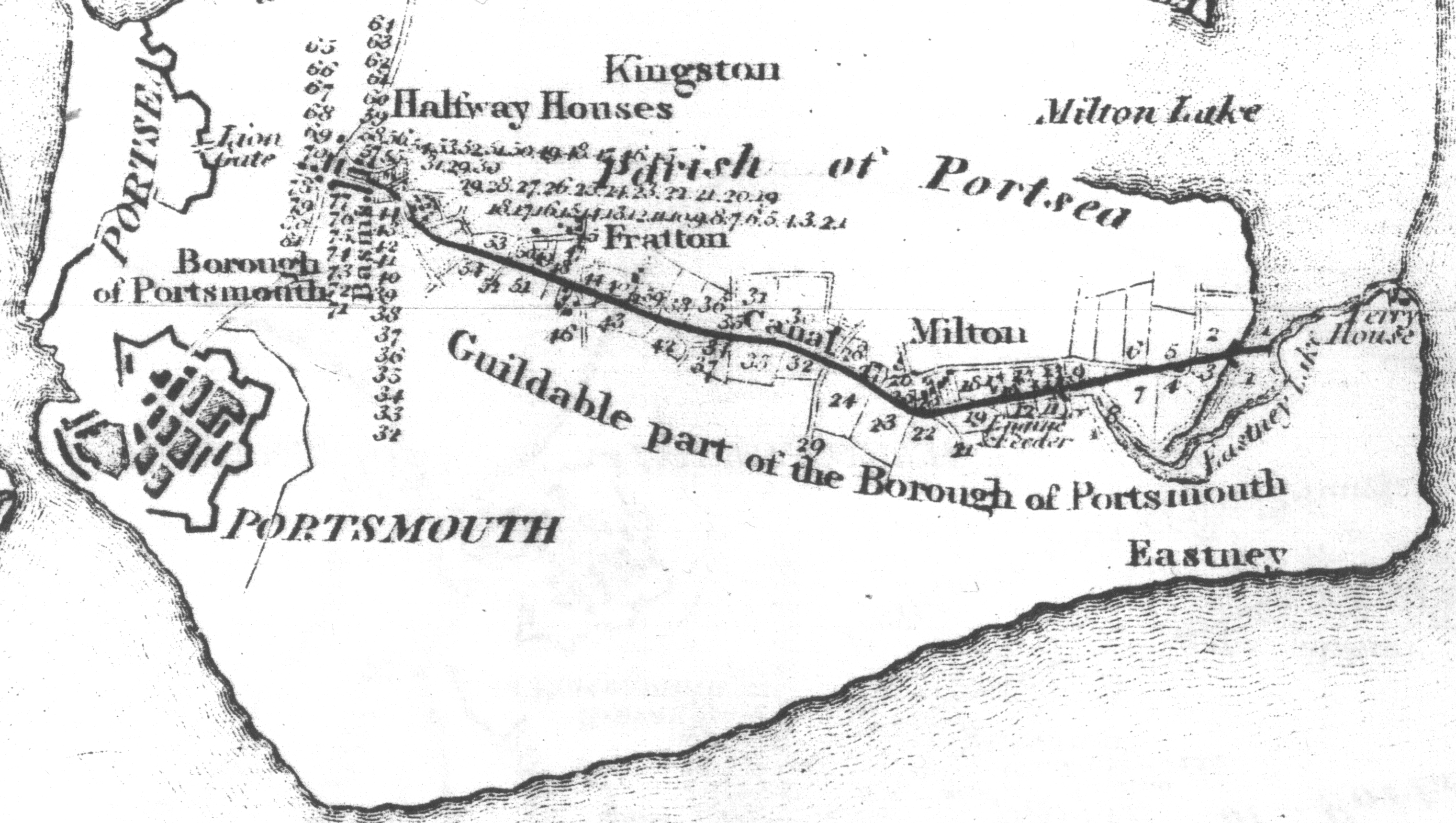
Kaart van het geplande tracé van het kanaal op Portsea Island

Het kanaal begon in Portsmouth met een havenbassin nabij het huidige winkelgebied Arundel Street en liep over Portsea Island naar Eastney Lake aan de zeearm Langstone Harbour. Dit deel van het kanaal werd gebouwd voor de toenmalige kleine schepen die tot 150 ton goederen konden vervoeren.

### Getijdenkanalen
Het traject over Portsea Island was verbonden met Chichester Harbour en de rest van het kanaal door een 13 mijl lang tracé dat werd uitgebaggerd in verschillende zeearmen. Dit tracé liep ten noorden van Hayling Island, ten zuiden van Thorney Island (terwijl het oorspronkelijke plan was om langs de noordkant hiervan te gaan) en uiteindelijk door Chichester Harbour. Op dit gedeelte kon gebruik worden gemaakt van een stoomboot, de Egremont genaamd, die zes schuiten van veertig ton kon trekken. Ook werd de Ports Creek, die Portsea Island scheidde van het Engelse vasteland, tijdelijk bevaarbaar gemaakt door de kanaalcompagnie.

### Van Birdham naar Hunston
Dit deel van het kanaal verbindt Birdham aan de zeearm Chichester Harbour met Hunston. In Hunston takte een kanaal af naar Chichester. Er zijn twee sluizen waarvan er een zeesluis is. Het kanaal is gebouwd voor de standaard kanaalschepen van die tijd met een diepgang van acht voet en een breedte van 46 voet en 8 inches.

### Chichester
Het kanaal loopt vanaf de splitsing bij Hunston tot een havenbassin ten zuiden van de stad Chichester.

### Van Hunston naar Ford
Dit deel van het kanaal liep vanaf Hunston naar Ford aan de Arun in West Sussex. Bij Ford lagen twee sluizen om het hoogteverschil van twaalf voet tussen het kanaal en het peil van de Arun te overbruggen.

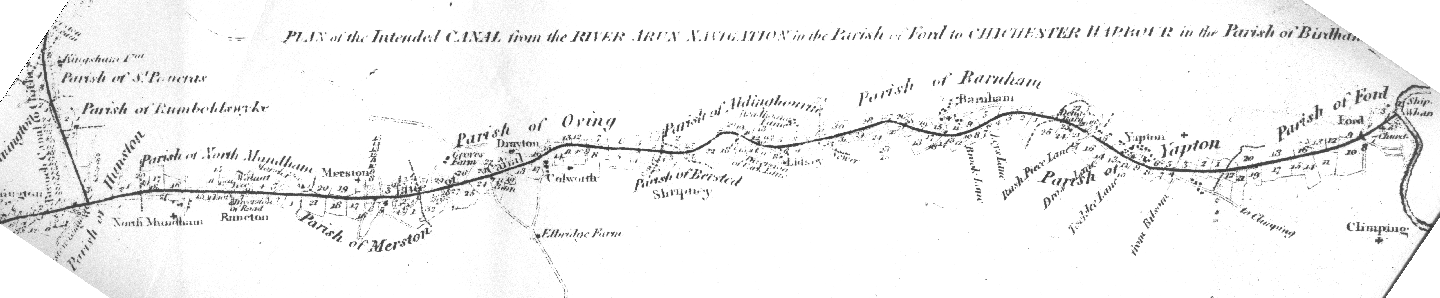
Kaart van het gedeelte tussen Chichester en de rivier Arun

## Geschiedenis

### Planning en bouw

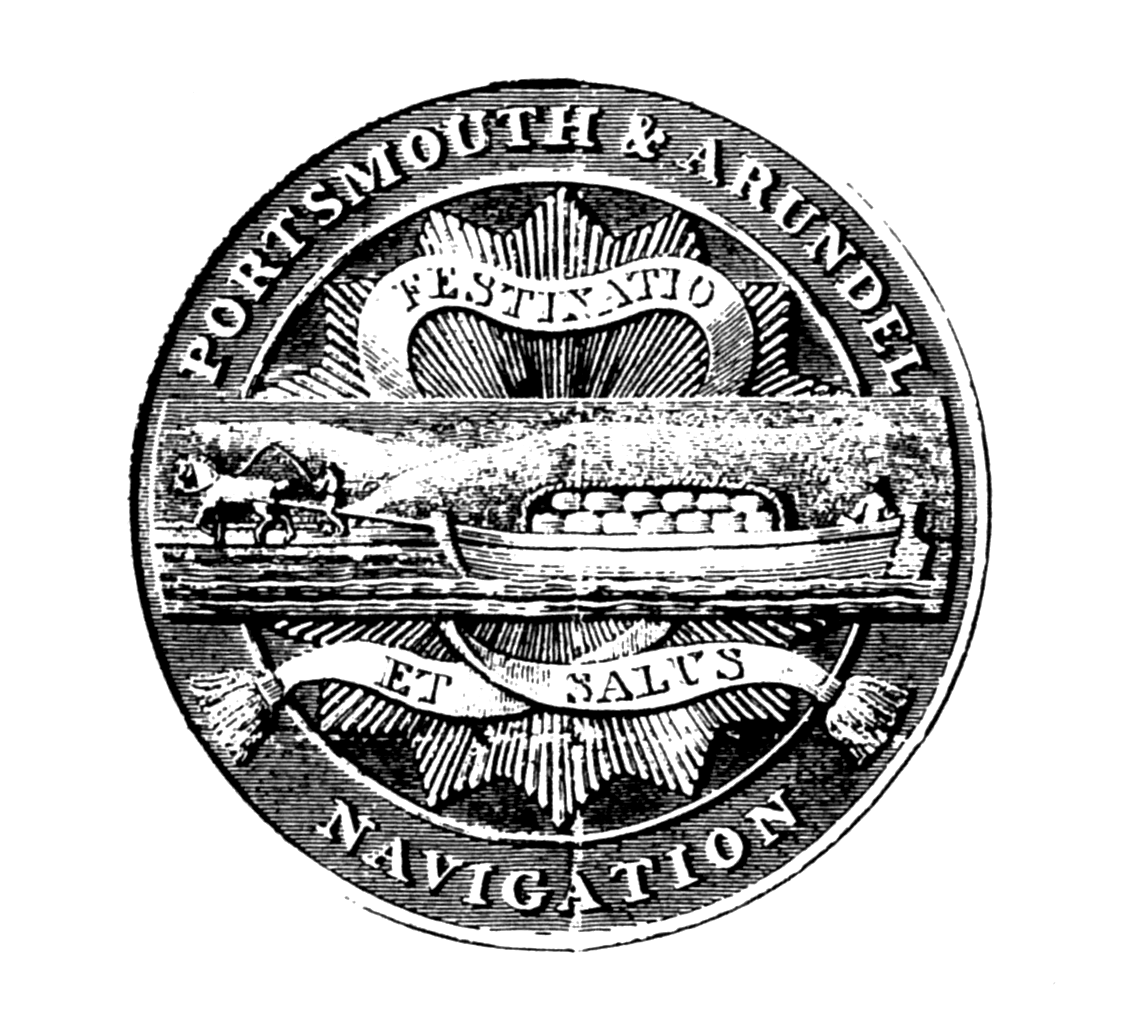
Het zegel van de Portsmouth & Arundel Navigation Company

Het plan voor het kanaal werd in 1815 opgesteld en de benodigde Act of Parliament werd in 1817 aangenomen. Aanvankelijk werden de kosten geraamd op 119.000 pond, maar die raming steeg al naar 125.452 pond in 1818. De bouw startte in 1818 en het kanaal was in 1823 gereed. De kosten bedroegen uiteindelijk 170.000 pond. De hoofdingenieur was James Hollinsworth die een jaarsalaris van 500 pond ontving.
Om het water in het kanaal op peil te houden werd in Ford een pompinstallatie gebouwd om water uit de Arun te halen. Omdat de rivier Arun in Ford een getijdenrivier is, was dat aan wettelijke beperkingen onderhevig. Om het kanaal toegankelijk te maken voor schepen met masten werden er op de tracés naar Chichester en op Portsea Island ijzeren draaibruggen geplaatst in plaats van de stenen boogbruggen, die in die tijd gebruikelijk waren bij Britse kanalen.

### Problemen en sluiting
Vanaf de openstelling werd het kanaal geplaagd door tegenslagen. In 1827 moest er water uit het gedeelte op Portsea Island gepompt worden, omdat er geklaagd werd dat sommige waterputten in Portsmouth verzilt waren. In 1845 en 1851 werden stukken van het Portsea-tracé verkocht aan de London and Brighton Railway company.
In 1830 werd de tol verlaagd en tijdelijk nam het vervoer toe, waaronder een transport van twintig ton marmer uit het Middellandse Zeegebied voor de Engelse koning. Hetzelfde jaar maakte het vervoerbedrijf de Ports Creek bevaarbaar, zodat schuiten ten noorden van Portsea Island naar de zeearm Portsmouth Harbour konden varen. Over het kanaal werden ook het goud en zilver voor de Bank of England vervoerd. Het kanaal kon echter niet concurreren met de routes over open zee en vanaf 1832 verzorgde de kanaalmaatschappij zelf al het vervoer op het kanaal. Onderhoud kwam in het gedrang en in 1847 was het kanaal, behalve de zijtak naar Chichester, niet meer bevaarbaar.

### Latere activiteiten

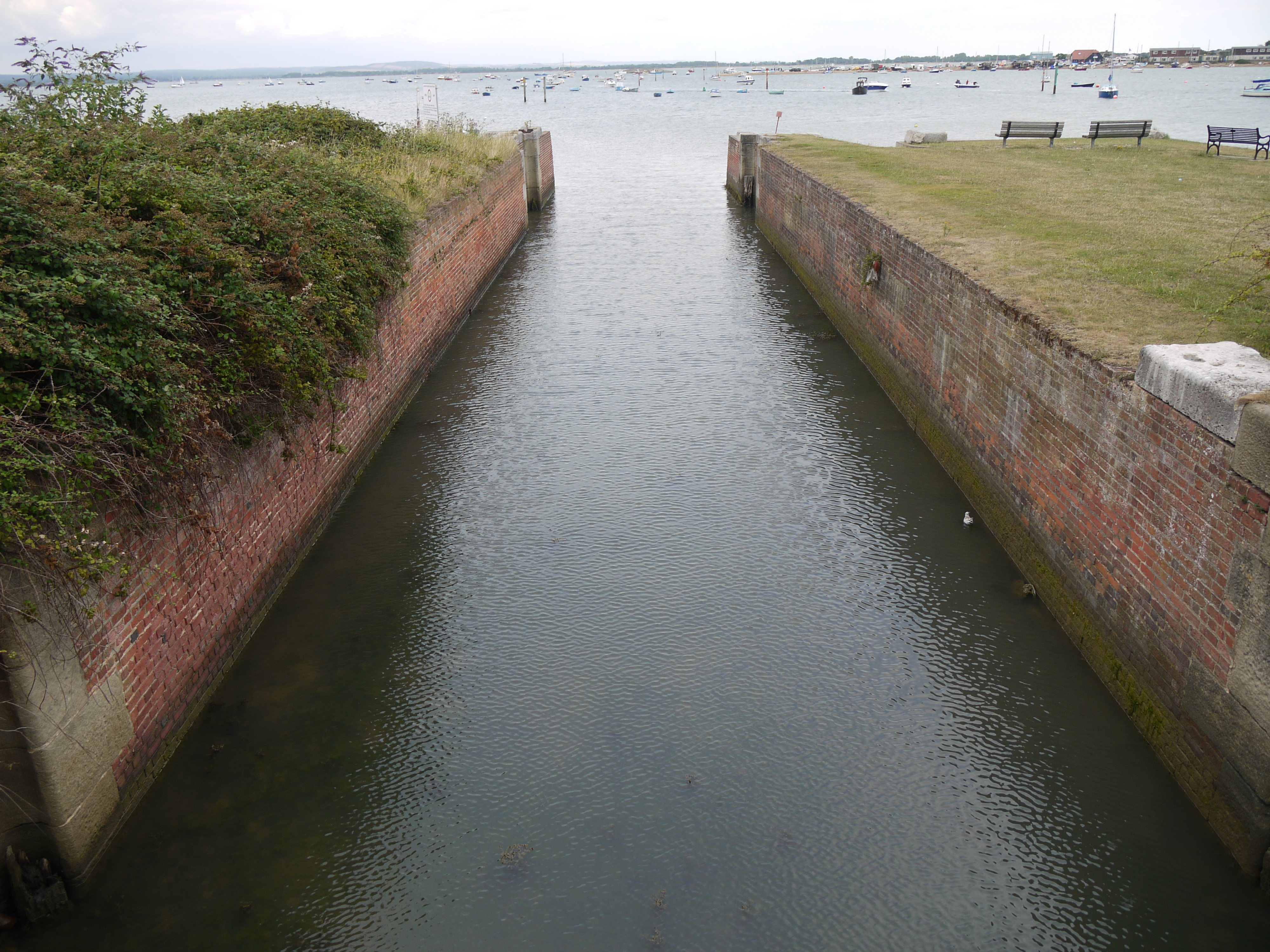
Restanten van de zeesluis op Portsea Island

Het was onderwerp van discussie wie verantwoordelijk was voor het onderhoud van de bruggen op Portsea Island, totdat de kanaalmaatschappij deze verplichting afkocht. Het gedeelte bij Chichester werd in 1892 overgedragen aan de Chichester Company. In datzelfde jaar werd de kanaalmaatschappij geliquideerd, hoewel het liquidatieverzoek al in 1888 was gedaan.

### Na het faillissement van het vervoerbedrijf
Sommige delen van het traject bij Portsea waren in 2011 nog intact. De Portsmouth Direct Line, een spoorlijn van Portsmouth naar Londen, volgt tussen de stations Portsmouth & Southsea en Fratton de loop van het kanaal. Het jaagpad en de kanaalbedding vormen de achterste begrenzing van tuinen aan de zuidzijde van het oostelijk uiteinde van Locksway Road in Portsmouth. Restanten van de sluis te Langstone Harbour zijn nog te zien. De sluis kreeg in 1977 de een na hoogste monumentenstatus. In 1979 stemde de Portsmouth City Council ermee in om de volgende tien jaar 35.000 pond te besteden aan de restauratie van de sluis.

## Trivia
Het Wey-Arunkanaal is een ander onderdeel van het kanaal dat Londen met de marinebasis in Portsmouth moest verbinden.